# Dead Space (2008)
Dead Space ist ein Third-Person-Shooter aus dem Survival-Horror-Genre, der in einem Science-Fiction-Szenario spielt und von EA Redwood Shores für Windows, PlayStation 3 und Xbox 360 entwickelt wurde. Der Spieler übernimmt dabei die Rolle des Schiffs- beziehungsweise Kommunikationsingenieurs Isaac Clarke, der als Teil einer Reparaturcrew auf dem Bergbauraumschiff USG Ishimura strandete und sich mit deformierten Kreaturen, den sogenannten Nekromorphs konfrontiert sehen. Das Spiel war der Grundstein für das Franchise Dead Space.

## Überblick
Electronic Arts kündigte Dead Space das erste Mal im September 2007 an. Für die Entwicklung waren die EA-Redwood-Shores-Studios in Kalifornien verantwortlich, wo zuvor auch Der Pate (2006) und Die Simpsons – Das Spiel (2007) entstanden. Ziel war es, ein Videospiel zu entwickeln, das sich durch seine detaillierte Grafik und die futuristische Umgebung abheben sollte. Produzent von Dead Space war Glen Schofield.
Die Trailer des Spiels haben vor allem durch den Soundtrack und die Grafik für Aufregung gesorgt. Anders als bei den meisten anderen Spielen des Shooter-Genres, muss man die Gegner nicht einfach nur erschießen, sondern vielmehr gezielt Körperteile abtrennen, um diese außer Gefecht zu setzen. Dieses Feature macht das Spiel zu einem der frühen Survival-Horror-Spiele, in dem Science Fiction mit Body Horror gemischt wird.

## Gameplay
Der Spieler schlüpft in die Rolle des Kommunikationsingenieurs Isaac Clarke, welcher auf dem Bergbauraumschiff USG Ishimura strandet und herausfinden muss, was mit der verschwundenen Besatzung passiert ist. Von Beginn an findet sich der Spieler in einer futuristischen Welt wieder. Die Handlung wird dabei weitestgehend durch Audio- und Video-Logbücher der vermissten Besatzungsmitglieder erklärt, die der Spieler im Spielverlauf findet.
Weiterhin muss man gegen Necromorphs kämpfen, Body-Horror-Kreaturen bzw. Aliens, die das ganze Schiff überrannt haben.
In einzelnen Spielabschnitten muss sich der Spieler auch durch die Schwerelosigkeit oder ein Vakuum bewegen, um Missionsziele zu erfüllen.
Dead Space beinhaltet außerdem RPG-Elemente. So hat der Spieler die Möglichkeit, an Automaten Ausrüstungen zu kaufen und Gegenstände oder Eigenschaften zu optimieren. Das Speichern erfolgt manuell an Speicherstationen.

## Handlung
Die Handlung des Spiels findet im Jahr 2508 statt. Während des Abbaus von wertvollen Rohstoffen auf dem entfernten Planeten Aegis 7 sendet das Bergbau-Raumschiff USG Ishimura aus unbekannten Gründen ein Notsignal an die Concordance Extraction Corporation (CEC). Die CEC schickt daraufhin den vom Spieler gesteuerten Ingenieur Isaac Clarke und sein Team an Bord des Shuttles USC Kellion zur Ishimura, um deren Kommunikationsanlagen zu reparieren, nachdem der Kontakt dorthin abgebrochen war. Als die Kellion versucht, an die Ishimura anzudocken, kommt es beim automatischen Andockvorgang zu einer Fehlfunktion und das Shuttle wird schwer beschädigt. Isaac und die anderen können jedoch sicher auf das Flugdeck der Ishimura gelangen und machen sich auf dem Weg, um die Besatzung zu finden. Schnell wird klar, dass hier etwas nicht mit rechten Dingen zugeht und die Ishimura sich in einem desolaten Zustand befindet.
Kurze Zeit später wird die CEC-Crew plötzlich von aggressiven, deformierten Body-Horror-Wesen, den „Nekromorphs“, attackiert. Abgesehen von Isaac überleben aus dem Team nur Kendra Daniels und Zach Hammond den Angriff, die sich vorübergehend in Sicherheit bringen können. Beim Durchstreifen der Korridore des Bergbauschiffes kann Isaac einige nützliche Waffen und Werkzeuge finden und für sich sinnvoll einsetzen. Er reaktiviert zunächst das Bahnsystem der Ishimura und versucht anschließend, die Kellion auf dem Flugdeck zu reparieren. Als es jedoch zu einem weiteren Nekromorph-Angriff kommt, explodiert das Shuttle und fällt in sich zusammen, so dass Isaac und seine Leute auf der Ishimura festsitzen.
Im weiteren Verlauf der Handlung repariert Isaac mit Daniels und Hammonds Hilfe wichtige Systeme der Ishimura und stellt Untersuchungen an, um herauszufinden, was mit der Besatzung passiert ist. Isaac versucht auch seine Freundin Nicole Brennan zu finden, die hier als medizinische Offizierin tätig ist und ihm zu Beginn des Spiels eine irritierende Videonachricht gesendet hat. Sie war der eigentliche Grund, weshalb sich Isaac freiwillig zur Reparaturmission auf die Ishimura meldete.
Indem Isaac die RIG des Captains, eine Art Körperimplantat, das Erlebnisse des Trägers aufzeichnet, einsammelt, verschafft er sich Zugang zu verschiedenen Protokollen der Ishimura. Nachfolgend entdecken er und sein Team Audio- und Textaufzeichnungen, die Aufschluss darüber geben, was auf dem Schiff vorgefallen ist: Der Captain war eigentlich ein Anhänger der Church of Unitology – eines einflussreichen religiösen Kults – und damit beauftragt worden, ein heiliges, außerirdisches Artefakt, bekannt als der „rote Marker“, von Aegis 7 zu bergen. Der Planet war zuvor aus unbekannten Gründen von der Erdregierung (EarthGov) unter Quarantäne gestellt worden. Ungeachtet der Quarantäne begann die CEC mit dem Abbau und der Errichtung einer Kolonie auf Aegis 7, wo der rote Marker entdeckt und zur Untersuchung auf die Ishimura gebracht wurde. Zeitgleich mit der Entdeckung begann jedoch ein großer Teil der Kolonisten unter Halluzinationen und extremer Paranoia zu leiden, hervorgerufen durch den Marker, welcher breitbandige (EM)-Wellen aussendet, die physischen und psychischen Einfluss auf lebendes Gewebe haben. Dies führte zu einer Reihe von Massen- und Selbstmorden; die Körper der Toten wurden durch den Marker infiziert und verwandelten sich schließlich in die gefräßigen Nekromorphs. Die überlebenden Kolonisten versuchten sich auf die Ishimura in Sicherheit zu bringen, doch auch hier breitete sich die Nekromorph-Seuche aus.
Nachdem Isaac die kritischen Systeme des Bergbauschiffes reparieren konnte, unternimmt er mit Daniels Unterstützung den Versuch, einen SOS-Sender im All zu platzieren, in der Hoffnung, dass jemand ihr Signal empfängt und dadurch eine Möglichkeit auf Rettung besteht. Schon nach kurzer Zeit taucht tatsächlich ein Militärschiff, die USM Valor auf, die auf das SOS-Signal aufmerksam wurde. Jedoch sammelt das Schiff eine Rettungskapsel der Ishimura ein, die zuvor von Hammond abgeworfen wurde und einen Nekromorph gefangen hält. Daniels versucht über Funk die Valor zu warnen, nicht die Kapsel zu öffnen, doch es ist zu spät. Die Besatzung wird von dem freigelassenen Nekromorph überrannt und das Schiff stürzt unkontrolliert in das Heck der Ishimura.
Kurz darauf meldet sich Hammond und berichtet, dass er ein funktionsfähiges Shuttle gefunden hat, mit dem eine Fluchtmöglichkeit von der Ishimura besteht. Da das Shuttle jedoch einen neuen Singularitätskern benötigt, dringen er und Isaac in die Valor ein, um dort einen solchen Kern zu bergen. Dabei stellt sich heraus, dass das Militärschiff nicht zufällig in der Nähe war, sondern in Wahrheit den Befehl hatte, auf ein Signal der Ishimura zu warten und sie dann – vermutlich – zu zerstören. Dies deutet darauf hin, dass wohl jemand außerhalb von Aegis 7 von der Nekromorph-Seuche gewusst hat. Isaac gelingt es, den Singularitätskern aus dem Maschinenraum der Valor zu holen; Hammond wird jedoch kurz darauf von einem Nekromorph getötet.
Als Isaac auf die Ishimura zurückkehrt, wird er von einem Überlebenden, Dr. Terence Kyne, kontaktiert. Dieser berichtet ihm von der Existenz einer gigantischen Kreatur auf Aegis 7, welche als Hive Mind (zu deutsch: „kollektives Bewusstsein“) bekannt ist und angeblich alle Nekromorphs kontrolliert. Kyne glaubt, dass der Marker die Macht besitzt, den Hive Mind wieder im Inneren des Planeten einzufangen, wenn er zu seiner Ausgrabungsstätte zurückgebracht wird. Er bittet Isaac deshalb, gemeinsam das Shuttle zu nutzen, um den Marker zum Planeten zu bringen und so die Nekromorph-Seuche zu beenden. Zwar misstraut Daniels Kyne, da dieser in einem paranoiden Zustand zu sein scheint und Halluzinationen seiner toten Frau hat, dennoch entscheidet sich Isaac, Kynes Plan zu folgen. Isaac macht das Shuttle startklar und hilft Kyne anschließend, den Marker auf das Shuttle zu laden. Jedoch wird Kyne kurz darauf von Daniels ermordet, die mit dem Shuttle flieht und Isaac auf der Ishimura zurücklässt. Sie offenbart ihm über Funk, dass sie eine Agentin der Regierung ist und mit der Unterstützung der USM Valor beauftragt wurde, den Marker für ihre Vorgesetzten zu bergen. Der rote Marker wurde in Wirklichkeit von Menschen gebaut und ist ein Replikat des originalen „schwarzen Markers“, welcher Jahrhunderte zuvor auf der Erde entdeckt wurde. Wissenschaftler brachten einst den roten Marker nach Aegis 7, damit sie hier seine Auswirkungen untersuchen konnten. Als man dadurch die Nekromorph-Seuche entfesselte und sie sich nicht kontrollieren ließ, wurde Aegis 7 zum Sperrgebiet erklärt und der Planet geriet lange in Vergessenheit, bis die CEC auf ihn aufmerksam wurde.
In dem Moment wird Isaac von Nicole kontaktiert, die anscheinend überlebt hat. Er findet sich wieder mit ihr zusammen und bringt mit ihrer Hilfe das Shuttle per Fernsteuerung zurück zur Ishimura; Daniels jedoch entkommt in einer Rettungskapsel. Nicole ist ebenfalls darauf fixiert, dass der Marker zum Planeten zurückgebracht wird. Mit dem Shuttle landen sie in der Kolonie, wo Isaac den Marker zu seiner ursprünglichen Position transportiert. Dort platziert, verschwindet Nicole plötzlich und der Marker stößt eine immense Energiewelle aus. Dadurch deaktivieren sich die Gravitationsstrahlen der Ishimura, wodurch nun Millionen Tonnen abgebautes Gestein in Richtung Kolonie zu fallen beginnen. Als Isaac versucht zu fliehen, taucht Daniels auf, die den Marker zum Shuttle zurückbringen will. Durch eine vollständig wiederhergestellte Videonachricht zeigt sie Isaac, dass Nicole Selbstmord begangen hat, lange bevor er zur Ishimura aufbrach. Der Marker hat nur Halluzinationen von Nicole hervorgerufen, um Isaac dazu zu bringen, ihn an den Hive Mind zurückzugeben. Daniels versucht zu fliehen, wird aber vom Hive Mind getötet. Isaac gelingt es nach einem zähen Kampf, die gewaltige Kreatur zu besiegen. Er lässt den Marker zurück und hebt mit dem Shuttle ab, kurz bevor der Felsen auf den Planeten stürzt und die Kolonie zerstört.
In der letzten Einstellung entfernt sich Isaac mit dem Shuttle von Aegis 7 und trauert um seine Freundin. Als er kurz zur Seite blickt, wird er plötzlich von der Vision einer verstümmelten Nicole angegriffen.

## Raumschiffe
- USG Ishimura – Bergbauraumschiff der Planetcracker-Klasse. Erstes größeres Raumschiff mit Shockpoint-Antrieb und größtes Schiff seiner Klasse, fliegt überlicht-schnell. Aufgrund der hohen Reichweite wichtig für Rohstoffgewinnung in weit entfernten Sternensystemen. Vorgesehen, um ganze Monde und kleinere Planeten zu spalten und die dort enthaltenen Rohstoffe auszubeuten. Es zieht mit mehreren Traktorstrahlen riesige Brocken (mehrere hundert Quadratkilometer groß) in die Umlaufbahn und unter sich. Nun werden kleinere Brocken weiter in das Raumschiff gezogen, noch weiter zerkleinert und in einem Hochofen in die einzelnen Elemente getrennt. Die USG Ishimura ist der Hauptschauplatz des ersten Spiels.
- USC Kellion – Reparaturraumschiff der „Wai-Lao“-Klasse. Auf dem Weg zur Ishimura, um die Kommunikationsanlagen zu reparieren. Wird beim Landeanflug auf die Ishimura stark beschädigt und später beim Versuch, die Systeme wiederherzustellen, komplett zerstört. Sieht man sich die Credits genauer an, entdeckt man einen Wai Lao unter den Mitwirkenden.
- USM Valor – Militärraumschiff. Wartet hinter einem Asteroiden, anscheinend auf ein bestimmtes Signal. Wird durch eine von der Ishimura stammende Fluchtkapsel mit den Necromorphen infiziert und stürzt daraufhin ungebremst in ihre Hülle. Dies sieht man eindrucksvoll von der AAS-Kanone 48 aus.

## Charaktere
- Isaac Clarke – Kommunikationsingenieur, auf dem Weg zur USG Ishimura, gespielter Charakter
- Zach Hammond – Sicherheitsoffizier, Vorgesetzter von Isaac, und Leiter der Reise zur Ishimura
- Kendra Daniels – Technikspezialistin, die mit Isaac und Hammond auf die Ishimura kommt
- Corporal Chen und Corporal Johnston – Die Piloten der USC Kellion, mit welchen Isaac und sein Team auf die Ishimura kommen
- Dr. Terrence Kyne – Der leitende Wissenschaftsoffizier der Ishimura, versteckt sich in den VIP-Sicherheitsräumen
- Nicole Brennan – Isaacs Freundin und Assistenzärztin auf der Ishimura
- Captain Benjamin Mathius – Der Kapitän der Ishimura, und ebenfalls ein Unitologe
- Jacob Temple – Jacob war ein Mechaniker auf der Ishimura, der, ähnlich wie Isaac, versucht, seine Freundin zu finden
- Dr. Elisabeth Cross – Des Öfteren findet man Audiologs von Dr. Elisabeth Cross, der Freundin von Jacob Temple
- Dr. Challus Mercer – Wissenschaftler an Bord der Ishimura, besessen von Necromorphs und psychisch wahnsinnig

In den Animated Issues, die von EA in regelmäßigen Abständen vor dem Erscheinen des Spiels veröffentlicht wurden, erfährt man mehr über Temple und Cross, da sich die Issues hauptsächlich um ihre Erlebnisse drehen. Mehr über das Paar erfährt man auch im Anime-Prequel Dead Space: Downfall, das zeitgleich mit dem Spiel auf DVD und Blu-Ray erschien.

## Nachfolger
Im Herbst 2009 ist das Prequel Dead Space: Extraction für die Wii erschienen, welches auch im PSN-Store mit der Limited Edition von Dead Space 2 herunterladbar ist. Es handelt sich dabei um einen Rail Shooter, der die Ereignisse auf der Kolonie Aegis VII beleuchtet.
Der Nachfolger Dead Space 2 sollte ursprünglich am 27. Januar 2011 mit einer USK-18-Freigabe erscheinen. Jedoch legte das bayerische Sozialministerium Einspruch gegen diese Freigabe ein und regte somit eine Neuprüfung an. Die USK entschied sich erneut für eine USK 18 dieser leicht geschnittenen Version. Durch die Neuprüfung konnte der ursprüngliche Termin aber nicht eingehalten werden, woraufhin das Spiel auf den 3. Februar verschoben wurde, am 27. Januar 2011 gab EA in einer Pressemitteilung bekannt, dass auch dieser Termin nicht eingehalten werden könne und das Dead Space 2 in Deutschland „spätestens Anfang März“ erscheine. Wie im ersten Teil übernimmt der Spieler wieder die Rolle von Isaac Clarke. Außerdem gibt es einen Mehrspieler-Modus. Das Spiel knüpft direkt an den ersten Teil an. Im Gegensatz zum Vorgänger ist der Protagonist Isaac Clarke jedoch mit einer besseren Ausrüstung ausgestattet, zu der auch lenkbare Raketenstiefel für Ausflüge in die Schwerelosigkeit gehören. Man kann jetzt auch einfach Raumschiffe von innen betrachten, indem man mit den Raketenstiefeln durch die Schwerelosigkeit fliegt.

## Remake
Am 22. Juli 2021 kündigte Electronic Arts ein gleichnamiges Remake an. Es wird von den Motive Studios auf Basis der Frostbite-Engine neuentwickelt. Ein Veröffentlichungsdatum wurde in der Ankündigung nicht kommuniziert.

## Marketing

### Limited Edition
EA hat eine auf 1000 Stück limitierte Edition des Spiels veröffentlicht. Das Paket besteht aus dem Spiel selbst, dem animierten Film Dead Space: Downfall, einer Bonus-DVD, einem Artbook, einer Lithografie und dem Dead-Space-Comic. Inzwischen ist der Film auch separat auf DVD und Blu-Ray erhältlich. Kunden, die das Spiel während der ersten zwei Wochen gekauft haben, hatten außerdem die Möglichkeit, zwei weitere Suits online herunterzuladen: Den „Obsidian Suit“ für die PlayStation 3 und den „Elite Suit“ für die Xbox 360.

### WebsiteNo Known Survivors
Am 22. August 2008 wurde die Website No Known Survivors gestartet, welche dem geneigten Besucher eine Möglichkeit bot, die Welt von Dead Space zu entdecken. Die Seite behandelt zwei Geschichten, die jeweils in vier Kapitel unterteilt sind. Diese Kapitel bestehen aus 3D-Animationen, Stimmaufnahmen, Original-Videos und vielen anderen interaktiven Komponenten. Die Seite ist weniger wie ein typisches Echtzeitspiel, sondern mehr wie ein Abenteuerspiel für den PC aufgebaut.
Startend am 25. August 2008 und endend in der Woche, in der das PC-Spiel veröffentlicht wurde, wurde jeden Montag ein neues Necromorph-Teil aktiviert, das dem Besucher erlaubte, die Story auf No Known Survivors weiter zu verfolgen. Nachdem das „Hauptspiel“ veröffentlicht worden war, gewannen 19 Spieler den dritten Preis: eine Kopie des Spiels auf einer Plattform ihrer Wahl. Neun Zweitplatzierte gewannen die limitierte Sammler-Edition des Spiels und ein Hauptgewinner gewann die limitierte Sammler-Edition und ein lebensgroßes Replikat von Isaacs Level-Drei-Arbeitshelm.